# Publicistický styl
Publicistický styl je funkční styl užívaný médii. Vyznačuje se spisovným jazykem, je proměnlivý a dynamický. Podává aktuální informace. Má také agitační funkci, tj. chce ovlivnit nebo přesvědčit adresáta.

## Využití
1. televize
2. rozhlas
3. tisk (noviny, časopisy)
4. internet

## Útvary publicistického stylu
- zpráva
- zpravodajství žurnalistika
- úvodník – obsahuje nejdůležitější aktuální informaci
- článek – delší příspěvek publicistického stylu, někdy má povahu kritické úvahy
- komentář – autor vyjadřuje názor, zaujímá stanovisko k nějakému problému
- kurziva – aktualizující nebo zábavná stať tištěná obvykle kurzivou
- glosa – kritická poznámka k událostem a názorům; krátký útvar
- sloupek – vtipná časová úvaha v jednom sloupci (Karel Čapek, František Nepil)
- causerie [kózri] – vtipná novinářská úvaha o nějakém problému, lehčí tón, duchaplnost, zábavnost
- reportáž – informuje o zajímavých místech nebo událostech na základě přímého styku s nimi; podmínkou je očité svědectví autora
- fejeton – útvar stylu publicistického a uměleckého, jedná se o drobná zábavná témata všednodenního života v novém světle, vesměs zpracováno zábavným, ironickým nebo humorným tónem, vtipně a duchaplně (Jan Neruda, Josef Svatopluk Machar, Rudolf Křesťan, Michal Viewegh, Ludvík Vaculík, Ondřej Neff aj.)
- interview – rozhovor
- inzerát
- odborná diskuse

## Jazyk publicistického stylu
Publicistický styl nejvíce využívá podstatných jmen, přídavných jmen, sloves a příslovcí. Pokud někdo píše v publicistickém stylu, měl by se také vyhýbat hodnotícím výrazům.
- Automatizované výrazy = běžně používané výrazy.
- Aktualizované výrazy = nová, neobvyklá spojení (např. dát něčemu zelenou), když se ujme, stává se z něj spojení automatizované.

Pokud se automatizovaný výraz používá příliš často, stává se z něj klišé.